# Pueblo Nuevo de Frías
Pueblo Nuevo de Frías es una localidad peruana ubicada en el distrito de Frías, perteneciente a la provincia de Ayabaca del departamento de Piura, al norte del Perú.

## Ubicación
Pueblo Nuevo de Frías se ubica al suroeste de la provincia de Ayabaca, en el distrito de Frías, en el departamento de Piura.

## Demografía
En 2017 Pueblo Nuevo de Frías tenía una población de 49 habitantes.